# 黃似弱棘魚
黃似弱棘魚，為輻鰭魚綱刺尾鯛目弱棘魚科似弱棘魚屬的其中一種，分布於印尼及所羅門群島海域，棲息深度15-50公尺，體長可達11公分，生活在珊瑚礁區，為底棲性魚類，屬肉食性，可作為觀賞魚。
其种加词“luteus”意为“黄色的”。